# Manuel Jacinto Carneiro Nogueira da Costa e Gama

Armas do barão de Juparanã, que são as dos Nogueira da Gama.

Manuel Jacinto Carneiro Nogueira da Costa e Gama, primeiro e único barão de Juparanã (Rio de Janeiro, 4 de abril de 1830 — Valença, 25 de junho de 1876), foi um fazendeiro e político brasileiro.
Filho de Manuel Jacinto Nogueira da Gama, marquês de Baependi, e de Francisca Mónica Carneiro da Costa. Era irmão do conde de Baependi e do barão de Santa Mônica.
Presidente da câmara municipal de Valença, teve assento na assembleia provincial do Rio de Janeiro de 1858. Exerceu a função de coronel-comandante superior da Guarda Nacional. Recebeu o grau de oficial da Imperial Ordem da Rosa.
Foi agraciado barão por decreto de 21 de maio de 1874.
Morreu solteiro, sem deixar geração legítima.